# Малопичугино
Малопичу́гино (рос. Малопичугино) — село у складі Тяжинського округу Кемеровської області, Росія.

## Населення
Населення — 292 особи (2010; 371 у 2002).
Національний склад (станом на 2002 рік):
- росіяни — 93 %